# Linden- en Chartreuzenbos

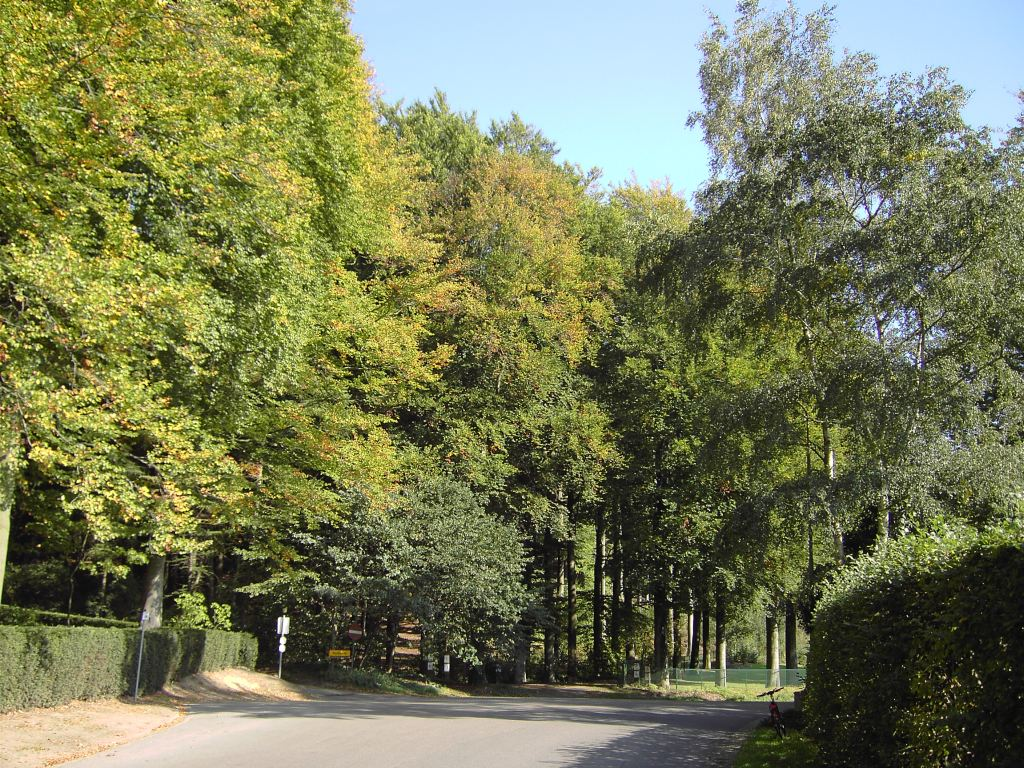
Chartreusebos

Het Linden- en Chartreuzenbos is een bosgebied in de tot de Vlaams-Brabantse gemeente Lubbeek behorende plaats Linden.
Het gebied, dat beheerd wordt door het Agentschap Natuur en Bos, bestaat uit twee delen: het Lindenbos (ook: Bleekbos) en het Chartreuzenbos van respectievelijk 35 en 90 ha. Het Lindenbos ligt nabij de Kasteeldreef en het Chartreusebos ligt nabij de Kortrijkstraat.
De bossen zijn heuvelachtig. Er zijn wandelingen uitgezet en in het Lindenbos is een speelzone ingericht. Het Chartreuzenbos was ooit heidegebied. Heiderelicten zijn nog aanwezig.